# جورج مايكل لو
جورج مايكل لو (10 يونيو 1926 - 17 يوليو 1984) هو مدير سابق لناسا والرئيس الرابع عشر لمعهد رنسيلير للعلوم التطبيقية.